# 몬테산사비노
몬테산사비노(이탈리아어: Monte San Savino)는 이탈리아 토스카나주 아레초도에 있는 코무네이다.

## 역사
몬테산사비노는 이탈리아 토스카나 지역의 첫 도심 지역 중 하나였다. 1100년 무렵에 생겨났으며, 이 도시가 생기기 수세기 전부터 있었던 길은 수 세기 간 중요한 토스카나의 사회, 정치, 문화적 중심지로 고려하게 해주었다. 현재는 더 이상 그 역할을 해주지 못하고 있다.

## 주요 인물
- 교황 율리오 3세
- 안젤로 판토니 : 가톨릭 사제 및 퇴마사
- 줄리오 살바도리 : 시인 및 교육자